# Roald Amundsens sydpolsferd
Roald Amundsens sydpolsferd är en norsk dokumentärfilm från 1912. Filmen skildrar den norske polarresande Roald Amundsens expedition till Sydpolen 1910–1912. Amundsen producerade och regisserade själv filmen och använde den senare under sina föredragsturnéer.
Filmen har senare restaurerats och fått nyskriven musik av Halldor Krogh och Andre Viervoll. År 2005 blev filmen upptagen på Unescos världsminneslista, en av mycket få filmer på listan.